# Berbinzana
Berbinzana è un comune spagnolo di 732 abitanti situato nella comunità autonoma della Navarra, a 50 km dal capoluogo, Pamplona.